# 马蒂亚斯·安德松
马蒂亚斯·安德松（瑞典語：Mattias Andersson，1978年3月29日—），瑞典男子手球运动员。他曾代表瑞典参加2012年和2016年夏季奥林匹克运动会手球比赛，其中2012年奥运会获得一枚银牌。